# Andri Silberschmidt

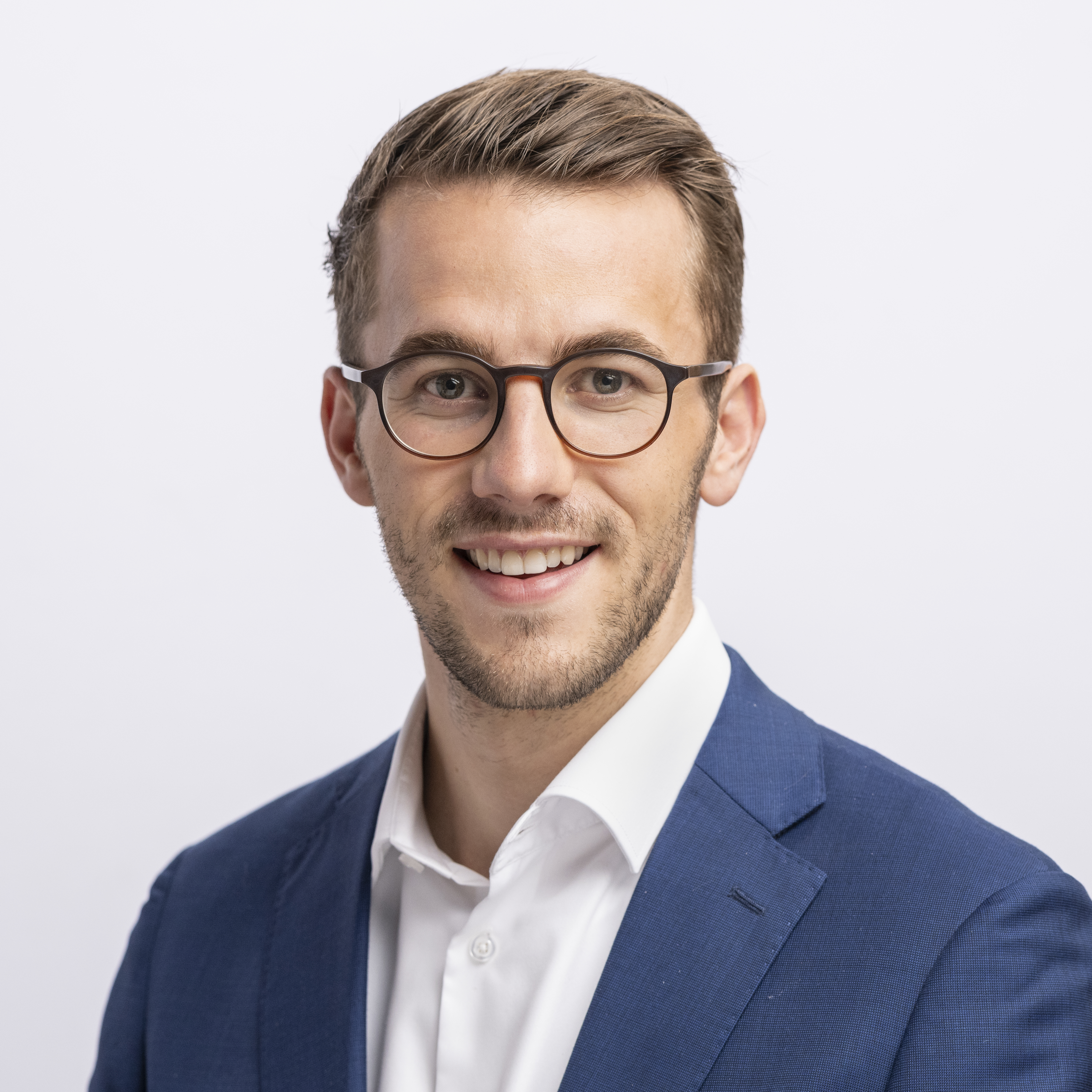
Andri Silberschmidt (2023)

Andri Sebastian Silberschmidt-Buhofer (* 26. Februar 1994 in Zürich; heimatberechtigt ebenda) ist ein Schweizer Unternehmer und Politiker (FDP). Er ist Mitglied des Nationalrats, Präsident von FH Schweiz und Vize-Präsident der FDP Schweiz.

## Leben
Im Zürcher Oberland aufgewachsen, brach Silberschmidt nach neun Schuljahren das Wirtschaftsgymnasium ab und absolvierte eine Banklehre mit Berufsmatur, welche er von 2009 bis 2012 absolvierte. Anschliessend arbeitete er bis 2019 für den Finanzdienstleister Swisscanto beziehungsweise für die Zürcher Kantonalbank (ZKB), wo er als Fondsmanager die quantitativen Fonds für Entwicklungsländer führte. Heute arbeitet er als Sekretär des Verwaltungsrats des Transport- und Logistikunternehmens Planzer.
Von 2013 bis 2019 studierte er nebenberuflich Betriebsökonomie und schloss mit dem Master in Global Finance an der CASS Business School in London ab. Silberschmidt ist Mitbegründer und Verwaltungsratspräsident der kaisin. AG, eines Gastrounternehmens mit Filialen in den Städten Zürich, Basel und Zug. Seine Beteiligungen und unternehmerischen Aktivitäten sind in der Silberschmidt AG konsolidiert. Er hat zudem Einsitz im Verwaltungsrat der Jucker Farm AG und im Stiftungsrat der Stiftung Wohnungen für kinderreiche Familien in Zürich. Silberschmidt ist Präsident von FH Schweiz, Dachverband Absolventinnen und Absolventen Fachhochschulen. Seit 2023 ist er Kolumnist beim Tages-Anzeiger/Der Bund.

## Politischer Werdegang
Im Jahr 2011 trat Silberschmidt den Jungfreisinnigen bei. Kurz nach seinem Beitritt gründete er die Jungfreisinnigen Bezirk Hinwil, die er im Anschluss präsidierte. Im Jahr 2013 übernahm er das Präsidium der Jungfreisinnigen des Kantons Zürich. Von März 2016 bis November 2019 präsidierte er die Jungfreisinnigen Schweiz, mit welchen er die sogenannte «Renteninitiative» lancierte. Nachfolger als Präsident wurde Matthias Müller.
Vom Frühling 2018 bis Sommer 2020 vertrat Silberschmidt die Kreise 7 & 8 der Stadt Zürich im Zürcher Gemeinderat. Gleich mit seinem ersten Vorstoss im Gemeinderat, der eine Erleichterung für die Nutzung von Zwischenräumen verlangte, gewann Silberschmidt den ersten 5-vor-12-Preis für schlaue Regulierung, den der Thinktank StrategieDialog21 und der Swiss Venture Club vergeben.
Bei den eidgenössischen Wahlen 2019 wurde Silberschmidt in den Nationalrat gewählt, er erhielt mehr Stimmen als der amtierende Hans-Ulrich Bigler, der abgewählt wurde. Er ist mit 25 Jahren der jüngste gewählte Nationalrat in der 51. Legislaturperiode.
Silberschmidt gründete mit den zwei Jung-Nationalräten Franziska Ryser (Grüne) und Mike Egger (SVP) die #Polit-WG, eine überparteiliche Wohngemeinschaft in Bern, welche bis Ende 2023 bestand.
An der FDP-Delegiertenversammlung vom 2. Oktober 2021 wurde er, neben den Bisherigen, zusammen mit Johanna Gapany in das Vizepräsidium der FDP Schweiz gewählt.
Bei den nationalen Erneuerungswahlen, am 22. Oktober 2023, wurde Andri Silberschmidt mit 80'724 Stimmen im Amt bestätigt.

## Privates
Silberschmidt ist verheiratet, Vater eines Kindes (* 2025) und lebt in Affoltern am Albis. Er ist schweizerisch-deutscher Doppelbürger.